# Konstantin Thon

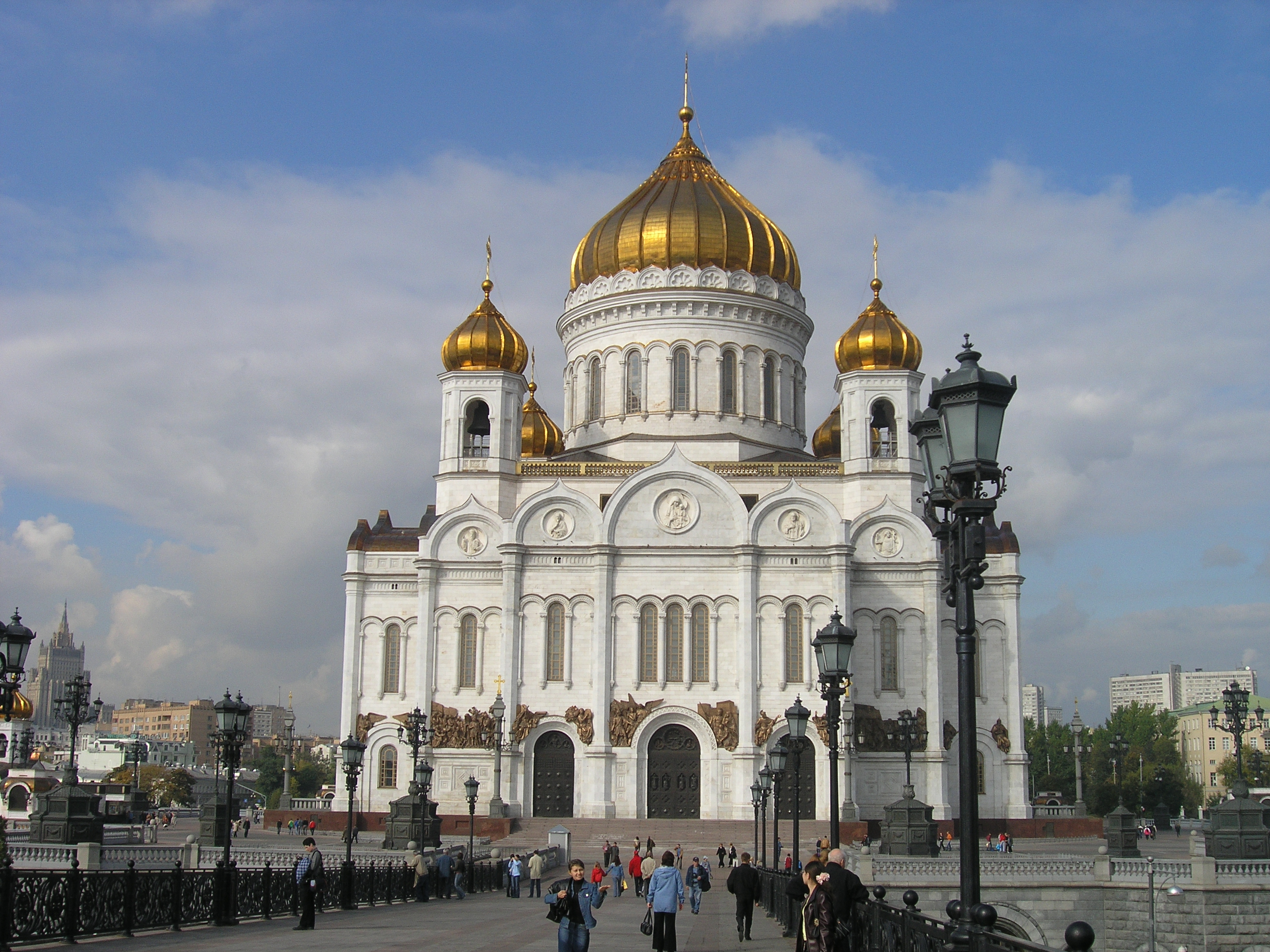
Projekt soboru Chrystusa Zbawiciela w Moskwie był najważniejszą pracą Thona

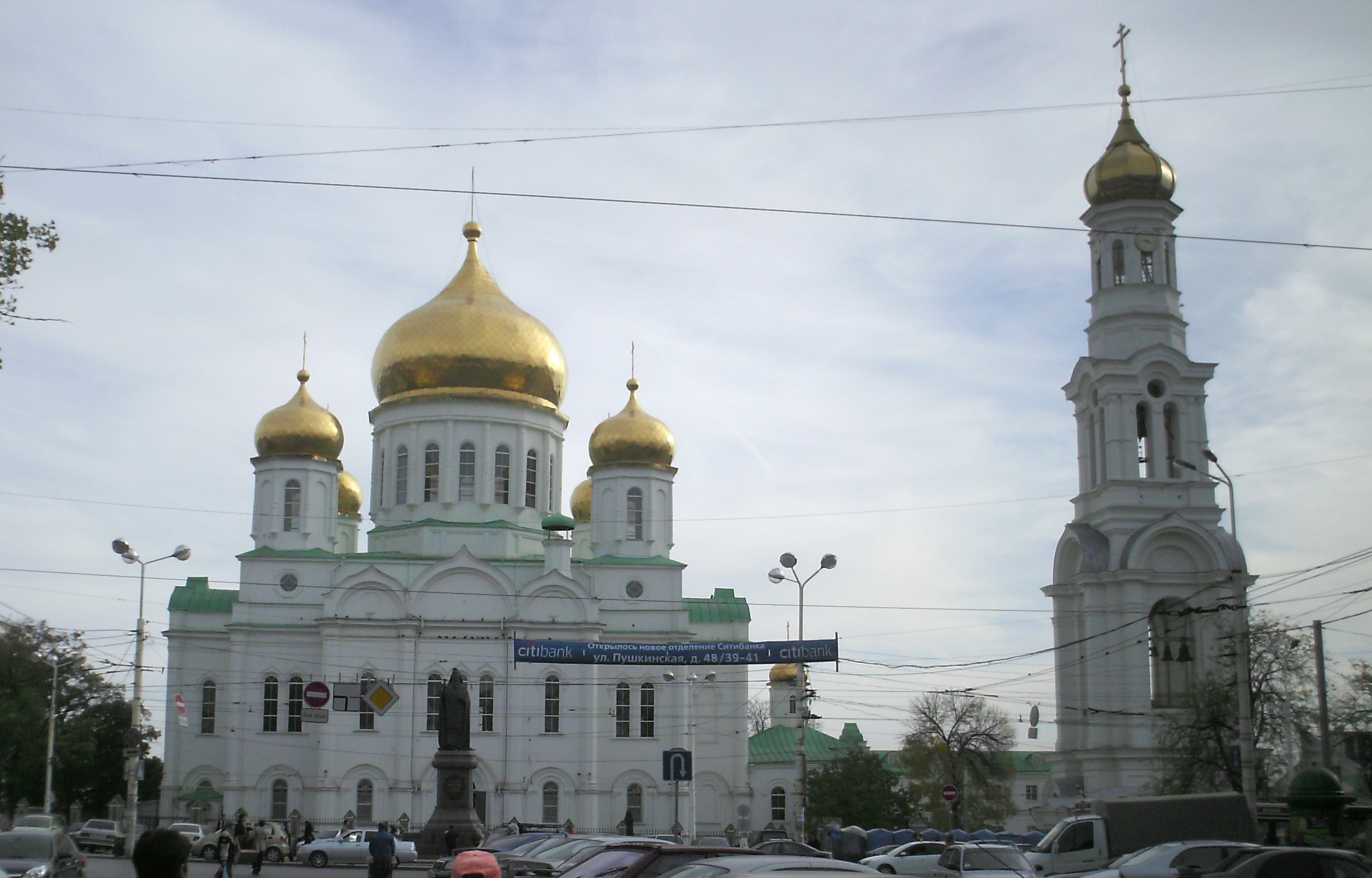
Sobór Narodzenia Matki Bożej w Rostowie nad Donem

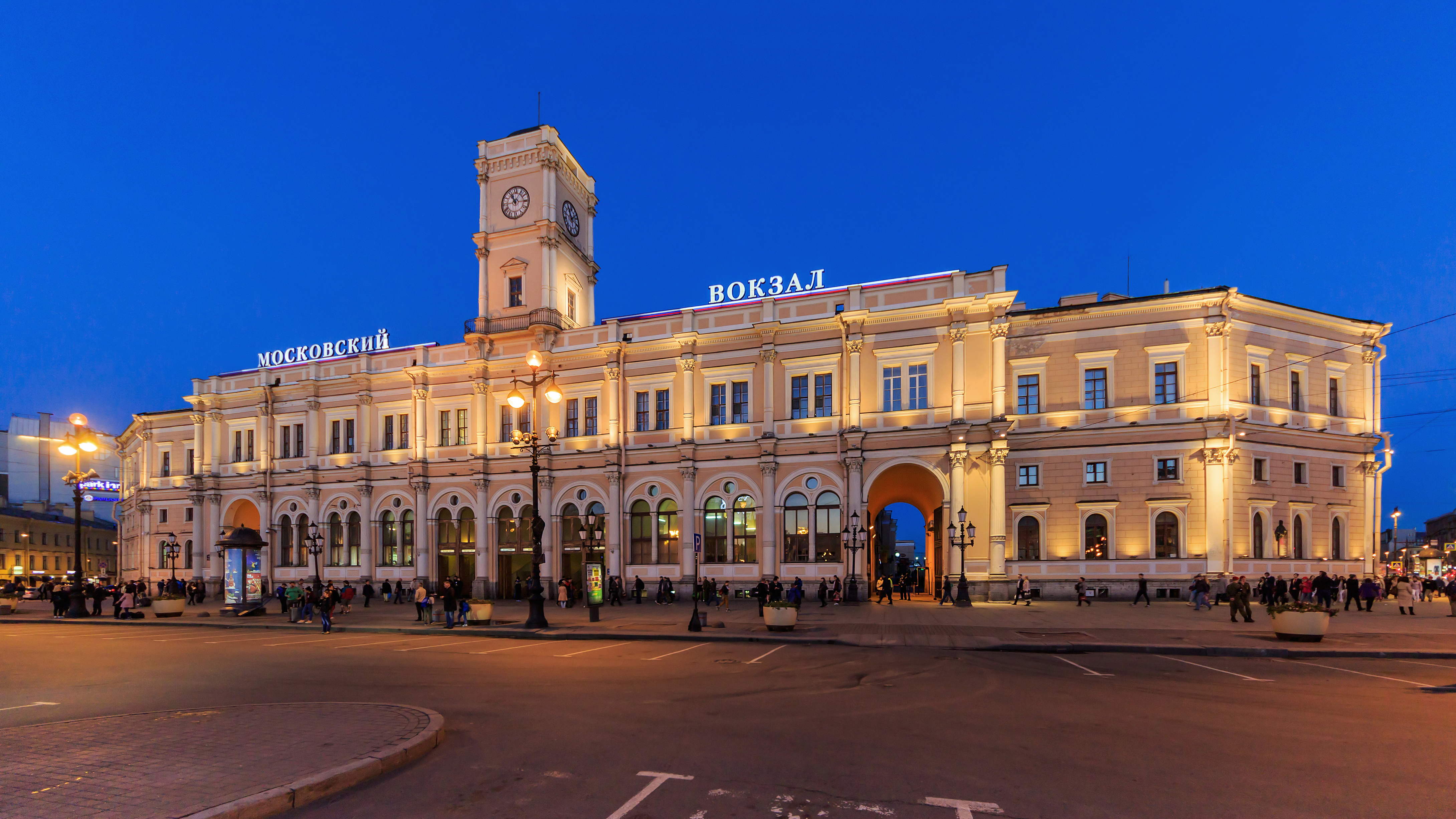
Dworzec Moskiewski, dawny Nikołajewski, w Petersburgu

Konstantin Andriejewicz Thon, rzadziej Ton (ros. Константин Андреевич Тон; ur. 26 października?/6 listopada 1794, zm. 25 stycznia?/6 lutego 1881) – rosyjski architekt niemieckiego pochodzenia, akademik, twórca stylu bizantyjsko-rosyjskiego.

## Życiorys
Naukę w Cesarskiej Akademii Sztuk Pięknych rozpoczął w wieku dziewięciu lat, zaś od 1808 studiował w niej architekturę pod kierunkiem Andrieja Woronichina. Kurs akademicki ukończył w 1815, uzyskując tytuł artysty I stopnia oraz mały złoty medal za projekt budynku Senatu. Początkowo podjął pracę wykładowcy Akademii, jednak w 1817, po zmianach na kierowniczych stanowiskach na uczelni, zrezygnował z niej i wstąpił na służbę państwową w komitecie odpowiedzialnym za prace budowlane i hydrauliczne w Petersburgu. Po zaledwie roku wyjechał jednak za granicę, korzystając z możliwości stypendium zagranicznego przyznawanego przez Akademię – prawo do niego uzyskał za wykonanie projektu Jarmarku.
W czasie sześcioletniego stypendium Thon przebywał we Włoszech, gdzie ze szczególnym zainteresowaniem badał architekturę antyczną oraz świątynie wczesnochrześcijańskie, które porównywał z późniejszym budownictwem sakralnym. Uzyskał tytuł akademika Rzymskiej Akademii Archeologicznej.
Pracami Thona zainteresował się car Mikołaj I, który nadał mu stałą pensję i zaliczył w poczet członków Cesarskiego Gabinetu Jego Wysokości. Pierwszymi pracami architekta po powrocie do Rosji było przygotowanie hali wystawowej Akademii Sztuk Pięknych. Za projekt ten uzyskał tytuł akademika oraz stanowisko profesora II stopnia.
Znaczącym momentem w karierze Thona był projekt cerkwi św. Katarzyny w Petersburgu. Świątynia ta jako pierwsza w XIX-wiecznej Rosji nie reprezentowała stylu klasycystycznego, lecz nawiązywała do tradycyjnej architektury rosyjskiej, w szczególności do pięciokopułowych soborów Moskwy. Projekt ten spotkał się z wielkim uznaniem Mikołaja I. Kolejnym sukcesem Thona było opracowanie planu soboru Chrystusa Zbawiciela w Moskwie – pracę tę Mikołaj I powierzył osobiście jemu, nakazując równocześnie opracowanie projektu w stylu „tradycyjnie rosyjskim”. W tym samym czasie, w 1832, Thon przygotował projekt soboru św. Mitrofana z Woroneża w Woroneżu. Rok później otrzymał stopień profesorski.
W 1854 został rektorem Akademii Sztuk Pięknych. Samodzielną działalność artystyczną łączył z pracą dydaktyczną w Akademii.

## Twórca stylu bizantyjsko-rosyjskiego
W 1838 Mikołaj I powierzył Thonowi opracowanie jednolitego wzornika, według którego miały być wznoszone cerkwie prawosławne w całym Imperium Rosyjskim. Architekt przygotował wówczas tom Projekty cerkwiej, który car przyjął z zadowoleniem. W ten sposób Thon stał się faktycznym twórcą obowiązującego w Rosji stylu bizantyjsko-rosyjskiego, określanego także jako styl urzędowy – od 1841 wszystkie świątynie budowane w kraju na koszt państwa miały być wznoszone według jednego z zawartych w tomie projektów. Thon miał zamiar opracować w ten sposób rosyjski styl narodowy, zerwać ze ślepym naśladownictwem sztuki zachodniej i powrócić do korzeni architektury rosyjskiej, w rzeczywistości jednak swojego planu nie zrealizował w pełni. O ile jego projekty faktycznie zrywały z powtarzaniem wzorców zachodnioeuropejskich, co upowszechniło się w architekturze rosyjskiej XVIII i początku XIX wieku, były równocześnie krytykowane za chłód i suchość, a także za niewłaściwe rozumienie istoty rosyjskiej architektury. Thonowi zarzucano, że nie odtwarzał sztuki rdzennie rosyjskiej, a zniekształcał ją. Zdaniem Piotra Krasnego Thon opierał się w swoich pracach w pierwszej kolejności na neobizantyjskich projektach Theophila Hansena, do którego dodawał – powierzchownie – dość dowolnie wybrane elementy architektury XVI- i XVII-wiecznej Moskwy – szczyty w formie oślich grzbietów, lizeny, gzymsy wspierane na rzędach niewielkich arkad. Równocześnie zachował w swoich projektach elementy formalnie odrzucanego klasycyzmu – symetryczną kompozycję budowli, wyrazistą i regularną artykulację, kubiczne formy.
Styl bizantyjsko-rosyjski pozostał oficjalnym stylem urzędowym do końca istnienia Imperium Rosyjskiego, jednak w ostatnich dziesięcioleciach funkcjonował już w wersji poważnie zmodyfikowanej (tzw. styl ruski). Budownictwo cerkiewne typowe dla indywidualnego stylu Thona straciło dominującą pozycję w architekturze Rosji niemal natychmiast po śmierci protektora architekta, cara Mikołaja I, chociaż projekty z jego wzornika z 1838 były nadal wykorzystywane, niekiedy w wersjach zmodyfikowanych.

## Ważniejsze prace[1]
- sobór Chrystusa Zbawiciela w Moskwie oraz dekoracja jego wnętrza
- cerkiew św. Katarzyny w Petersburgu
- sobór Świętych Piotra i Pawła w Carskim Siole
- sobór św. Katarzyny w Carskim Siole
- sobór Wprowadzenia Matki Bożej do Świątyni w Petersburgu, niezachowany
- sobór Narodzenia Matki Bożej w Rostowie nad Donem
- sobór Narodzenia Matki Bożej w Krasnojarsku
- pomnik Dymitra Dońskiego na Kulikowym Polu – wspólny projekt z innymi profesorami Akademii
- Pałac Kremlowski oraz dekoracja jego wnętrza
- dzwonnica Monasteru Simonowskiego w Moskwie
- kościół ewangelicki w Nowogrodzie Wielkim
- sobór Zesłania Ducha Świętego w Saratowie
- sobór Wniebowstąpienia Pańskiego w Jelcu
- sobór w twierdzy Sveaborg i koszary na jej terenie
- Instytut Leśny w Petersburgu
- ikonostas dla cerkwi Przemienienia Pańskiego w Petersburgu oraz wojskowej cerkwi Zwiastowania w Petersburgu
- Mały Teatr w Moskwie
- dom inwalidów wojennych w dawnej rezydencji carskiej w Moskwie-Izmajłowie z cerkwią św. Joazafa
- Dworzec Nikołajewski w Moskwie (ob. Leningradzki) oraz jego odpowiednik w Petersburgu (stacje końcowe Nikołajewskiej Linii Kolejowej)
- remont i rekonstrukcja pierwotnego wyglądu dzwonnicy Iwana Wielkiego
- cerkwie w Tbilisi
- pomnik Dymitra Pożarskiego w Suzdalu
- remont kopuły głównej soboru monasteru Nowe Jeruzalem w Istrze
- przebudowa cerkwi Dwunastu Apostołów w Moskwie
- cerkiew św. Mirona w Petersburgu
- iglica dzwonnicy soboru Świętych Piotra i Pawła w Petersburgu